# Casa Solé (Vilafranca del Penedès)
La Casa Solé és un edifici del municipi de Vilafranca del Penedès (Alt Penedès) protegit com a bé cultural d'interès local. La casa està situada en la zona d'eixample de la segona meitat del segle xix, en la perllongació de la Rambla de Nostra Senyora. És un edifici entre mitgeres de planta baixa, tres pisos i golfes. La coberta és de teula àrab a dues vessants. Estilísticament respon a les característiques del llenguatge modernista present en obertures, baranes i barbacana.